# 千葉市立幸町第三小学校
千葉市立幸町第三小学校（ちばしりつ さいわいちょうだいさんしょうがっこう）は、千葉県千葉市美浜区幸町にある千葉市立小学校。

## 概要
所在地の千葉県千葉市美浜区幸町は、海を埋め立ててつくられた人工の町であり、近くには、けやき通りと呼ばれる道の両サイドにけやきが植えられた道がある。また、地域の情報を有線で放送する「千葉ガーデンタウン有線テレビ放送局」があり、学校生活の様子を紹介している。

## 沿革
- 1974年（昭和49年）4月1日 - 千葉市立幸町第三小学校として設立される。
- 1984年（昭和59年） - 吹奏楽部創部。
- 1985年（昭和60年) - 「吹奏楽のための木挽歌」（小山清茂作曲）にて、全日本吹奏楽コンクールと、TBSこども音楽コンクール全国大会に出場。
- 1986年（昭和61年） - 吹奏楽部が、「大阪俗謡による幻想曲」（大栗裕作曲）で、全日本吹奏楽コンクールと、TBSこども音楽コンクール全国大会に出場。また、「吹奏楽のための第二組曲」より第1,2,4楽章（A.リード作曲）で、全日本吹奏楽コンクール中学校の部に招待演奏（全日本吹奏楽連盟推薦）。
- 1987年（昭和62年） - 吹奏楽部が、「ロンドンデリーの歌」で、金管バンドフェスティバルに出場。
- 1988年（昭和63年） - 吹奏楽部が「アルメニアンダンスパートⅡ」より第3楽章（A．リード作曲）にて、文部大臣奨励賞（全国第一位）を受賞。
- 1989年（平成元年） - 吹奏楽部が、吹奏楽コンクール関東代表に選出されながら、諸事情で全国大会に出場できなかった。
- 1990年（平成2年） - 吹奏楽部が、全日本小学校バンドフェスティバル出場。
- 1991年（平成3年） - 小学校5年生児童と吹奏楽部の児童が「国民文化祭'91」出場。
- 1992年（平成4年） - 吹奏楽部が、TBSこども音楽コンクール東日本優秀演奏発表会に出場。

## 教育方針
夢いだき、たくましく生きる、すはまっ子

## 学校行事
| - 4月 着任式、始業式、入学式、学級懇談会、１年生を迎える会、家庭地域訪問、避難訓練 - 5月 大運動会、こころの劇場 - 6月 土曜日学習参観、プール開き、交通安全教室 | - 7月 夏休み前集会、夏季休業、個人面談 - 8月 夏季休業 - 9月 夏休み明け集会、６年農山村留学、５年移動教室 | - 10月 前期終業式、秋季休業、全校遠足、後期始業式、学習参観・懇談会、６年陸上大会 - 11月 すはまっ子発表会 - 12月 個人面談、防犯訓練、冬休み前集会、冬季休業 | - 1月 冬休み明け集会、６年球技大会 - 2月 学習参観・懇談会、６年生を送る会、学力テスト - 3月 お別れ式、卒業証書授与式、修了式 |

## 児童会活動・クラブ活動
- 児童会などは特にない。
- 吹奏楽部 現在では廃部になっている。
- クラブは10個ほどが後期に活動している。

## 通学区域
- 千葉市美浜区[1]
  - 幸町1丁目、新港1～3、4-14、 5、 7～18、20～48番

## 進学先中学校
- 千葉市立幸町第二中学校[1]

## 校区内の主な施設
- 千葉市役所が500ｍほど歩いたところに所在する。

## 交通
- JR京葉線千葉みなと駅より徒歩20分
- 千葉都市モノレール千葉みなと駅より徒歩20分

## 関係者

### 教職員
- 田川伸一郎（スクールバンドサポーター、1985年 - 1991年に教諭） - 同校吹奏楽部の指導で「文部大臣奨励賞」受賞（昭和63年、ＴＢＳこども音楽コンクール）。